# Shekinna Stricklen
Shekinna Paries Stricklen (Conway, 30 luglio 1990) è un'ex cestista statunitense, professionista nella WNBA.

## Carriera
È stata selezionata dalle Seattle Storm al primo giro del Draft WNBA 2012 con la 2ª chiamata assoluta.
Con gli Stati Uniti ha disputato le Universiadi di Shenzhen 2011.